# CRぱちんこアタックNo.1
CRぱちんこアタックNo.1（-ナンバーワン）は、2007年に京楽産業.が開発、発売したデジパチタイプのパチンコ。1969年より放送されたテレビアニメ『アタックNo.1』のタイアップパチンコ機。放映当時の声優陣が声をあてている事がセールスポイントだったが、当時の声優はこずえ役の小鳩くるみやシェレーニナ役の増山江威子など各チームのキャプテンを務める声優のみで、他の部員や本郷コーチは独自のキャストが起用されている。

## 特徴

### 機器特徴
- 突然確率変動（2R確変）タイプ。
- 役物として涙を流す「鮎原こずえ」フィギアを搭載。
- 本機宣伝用にテレビCMが制作された。大杉久美子がアニメ版の主題歌「アタックNo.1」を替え歌で歌っている。
- 同社の『CRぱちんこウルトラセブン』などのウルトラバトルモード同様、対決モードが搭載されている。レギュラーボーナス（通常絵柄当選）で終了する。（負け＝通常絵柄当選）なお、突時（2R通常）は存在しない。
- 他機種ではポリゴン使用の3Dアニメーションが多いが、本機ではアニメーションは本機用に全て描き下ろしした物で、全て2Dアニメーションとなっている。
- 確変絵柄での大当たり時（アタックボーナス）と単発絵柄での大当たり時（レギュラーボーナス）で使うアタッカーが異なっている。アタックボーナス消化時は右側でアタックボーナス消化時は真ん中を使う。なお、出玉性能は同じである。

### 携帯版実機アプリ
2007年6月21日よりNTTドコモ・au・softbankの携帯向けサイト「京楽サプライズ」で携帯版実機アプリの配信を開始した。実機との相違点は現在のところ下記の通り。
- 「メッセージウインドウ予告」・「挑発予告」の予告が省略されている。
- 「噴水リーチ」・「努リーチ」・「ダンスリーチ」・「特訓本郷リーチ」のリーチが省略されている。
- 「アタックチャンス」が省略されている。
- 「特訓モード」に突入する事がある。
- リーチが「ノーマルリーチ」・「対決リーチ」になっている。
- 著作権・肖像権の絡みからラウンド時の映像が省略されている。等の相違点がある。

## シリーズ
- 『CRぱちんこアタックNo.1 V64TF5』（2007年2月）
  - 大当たり確率 低確率 → 1/317　高確率 → 1/31.7
  - 確率変動割合 64%（15R確変46%／2R確変18%）
  - 賞球数 3&4&10&13 大当たり15R9C 2R0C

## 演出

### リーチ予告演出
- 「ステップアップ予告」
  - SU1 「みどり」のユニフォームの色（白ユニフォーム＜赤ユニフォーム＜紺ブルマ）で期待度が変化。
  - SU2 「みどり」がレシーブ。バレーボールの模様（白＜赤＜ゼブラ＜スイカ）で期待度が変化。
  - SU3 「みどり」の掛け声で「真木村」がトスし、「こずえ」がアタック。掛け声で期待度が変化。「こずえ」が左手でアタックすれば信頼度アップ。
  - SU4 メンバーが5人登場すればスーパーリーチ発展のチャンス。
- 「メッセージウインドウ予告」
  - チャンスボタンで登場人物のセリフが流れ、内容で期待度が変化する。
- 「図柄表情予告」
  - 図柄の表情変化で期待度が変化。
- 「すべり予告」
  - すべり発生のリーチで期待度がアップ。
- 「掛け声予告」
  - リーチ時の音声内容で期待度が変化。
- 「挑発予告」
  - ノーマルリーチ中にライバルたちが出現すればチャンス。
- 「こずえ予告」、「涙のこずえ予告」
  - 通称擬似保留玉連続演出。「涙がでちゃう女の子だもん」で役物の「こずえ」フィギアが涙を流せばチャンス。

### リーチ演出
- 「噴水リーチ」
  - 対決系のリーチに発展する場合がある。
- 「努リーチ」
  - トリプルリーチに発展すればチャンス。
- 「ダンスリーチ」
  - こずえとナカが登場し、ダンスを踊る。
- 「特訓本郷リーチ」
  - 猪野熊監督登場で期待度アップ。
- 「対決系リーチ」
  - 「富士見学園」VS「福岡中学」、「富士見高校」VS「寺堂院高校」、「全日本チーム」VS「ソ連チーム」に発展。
- 「アタックチャンス」
  - チャンスボタンで各アタック系リーチに発展。
- 「全回転リーチ」
  - チャンス目「781」（ナンバーワン）とこずえの涙で当時のアニメ映像が流れ、全回転に発展する。